# Leslie Lawrance Foldy
Leslie Lawrance Foldy (né László Földi le 26 octobre 1919 à Sabinov et mort le 18 janvier 2001 à Cleveland) est un physicien américain spécialiste de la physique théorique.
Il a fait des contributions à la physique de la matière condensée et à la mécanique quantique.
Il est né en Tchécoslovaquie de parents d'origine hongroise.
Il est un temps l'élève de Robert Oppenheimer.